# Hauptregion Waldviertel

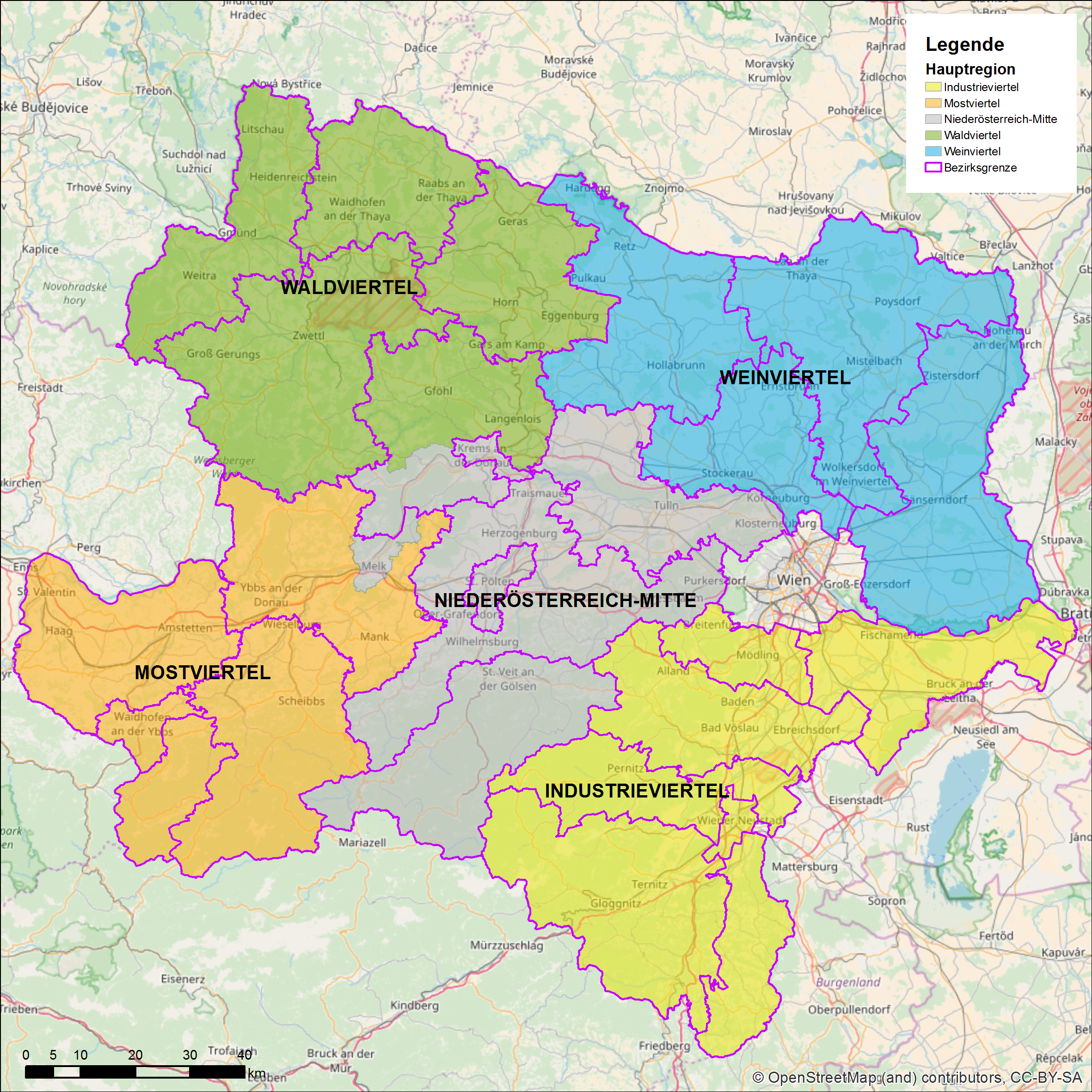
Die Hauptregionen Niederösterreichs

Die Hauptregion Waldviertel ist eine der Hauptregionen (fünf „Viertel“) der Raumplanung Niederösterreichs und ist im Regionalverband Waldviertel organisiert, dem Verein der Gemeinden und Gemeindeverbände dieser Gemeinden, der Leader-Regionen und anderer regional wichtiger Vertreter. Der Verband geht auf die 1979 gegründete Initiative Pro Waldviertel zurück, die gegen eine geplante Atommülldeponie auftrat. Im Zuge des EU-Beitritts 1995 entstand daraus der Regionalverband. Seit 2015 ist die operative Arbeit des Verbands auf die neu geschaffene NÖ.Regional des Landes, an der der Regionalverband 6 % hält, übergegangen, mit dem Verein Niederösterreichische Dorf- und Stadterneuerung aller Gemeinden als Partner.
Wichtigste regionale Akteure sind die EUROPA Plattform PRO Waldviertel und der Projektverein Waldviertel.
Als solches entspricht die Region dem traditionellen Waldviertel, ohne den nach Süden ins Donautal orientierten Gemeinden der Bezirke Melk und Krems sowie der Gegend um Hardegg, die zum Bezirk Hollabrunn gehört. Zur Hauptregion Waldviertel gehören:
- Die Bezirke Zwettl, Gmünd, Waidhofen an der Thaya und Horn (vollständig, auch die Gemeinden östlich des Manhartsberges, die landschaftlich zum Weinviertel gehören)
- Der Bezirk Krems (ohne die Wachaugemeinden, d. h. die Gemeinden Albrechtsberg an der Großen Krems, Droß, Gedersdorf, Gföhl, Grafenegg, Hadersdorf-Kammern, Jaidhof, Krumau am Kamp, Langenlois, Lengenfeld, Lichtenau im Waldviertel, Rastenfeld, Rohrendorf bei Krems, St. Leonhard am Hornerwald, Schönberg am Kamp, Senftenberg, Straß im Straßertale, Stratzing und Weinzierl am Walde)

Die Kleinregionen des Waldviertels sind (Stand 2016, mit Nummer):
- Kamptal SÜD (1, 6 Gemeinden)
- Kampseen (6, 6 Gemeinden)
- ASTEG (26, 4 Gemeinden)
- Waldviertler Kernland (30, 13 Gemeinden)
- TTW Thaya-Taffa-Wild (31, 9 Gemeinden)
- Waldviertler Hochland (34, 5 Gemeinden)
- Waldviertel Nord (37, 6 Gemeinden)
- Waldviertler StadtLand (38, 9 Gemeinden)
- Lainsitztal (39, 6 Gemeinden)
- Kamp-Taffatal (57, 5 Gemeinden)
- Zukunftsraum Thayaland (60, 16 Gemeinden, umfasst Erlebnis Thayaland 15 und Zukunftsraum PWGD 36)
- Zukunftsregion Waldviertel Mitte (65, 2 Gemeinden)
- Kremstal (66, 7 Gemeinden)

sowie
- ARGE Raum Krems (45, 8 Gemeinden), das zur Hälfte auch zur Hauptregion NÖ-Mitte gehört und
- Manhartsberg (58, 8 Gemeinden) mit Teilen im Weinviertel

Die Gemeinden des Bezirks Melk nördlich der Donau mit der Ökoregion Südliches Waldviertel (13, 12 Gemeinden) gehören zur Hauptregion Mostviertel.
Im Naturschutzkonzept Niederösterreich gliedert sich die Hauptregion in die fünf Teilregionen
- Nördliches Waldviertel,
- Südwestliches Waldviertel,
- Südöstliches Waldviertel,
- Eggenburger Becken und angrenzendes Weinviertel und
- Kremser Weinland und Unterlauf des Kamps.

Die Natura 2000-Gebiete in Niederösterreich werden jeweils zur Gänze einer der fünf Hauptregionen des Landesentwicklungskonzeptes zugeordnet und im Rahmen einer strukturierten Vorgangsweise nach einem einheitlichen Schema abgestuft bearbeitet. In der Hauptregion Waldviertel bestehen folgende Europaschutzgebiete:
| Typ               | Nr.       | Name                                                              | Managementplan                                                                                        |
| ----------------- | --------- | ----------------------------------------------------------------- | --- |
| FFH-Gebiet        | AT1201A00 | Europaschutzgebiet Waldviertler Teich-, Heide- und Moorlandschaft | Managementplan Europaschutzgebiete „Waldviertler Teich-, Heide- und Moorlandschaft“ und „Waldviertel“ |
| Vogelschutzgebiet | AT1201000 | Waldviertel                                                       | Managementplan Europaschutzgebiete „Waldviertler Teich-, Heide- und Moorlandschaft“ und „Waldviertel“ |
| FFH-Gebiet        | AT1207A00 | Kamp- und Kremstal                                                | Managementplan Europaschutzgebiete „Kamp- und Kremstal“                                               |
| Vogelschutzgebiet | AT1207000 | Kamp- und Kremstal                                                | Managementplan Europaschutzgebiete „Kamp- und Kremstal“                                               |
| Vogelschutzgebiet | AT1221V00 | Truppenübungsplatz Allentsteig                                    | Managementplan Europaschutzgebiet „Truppenübungsplatz Allentsteig“                                    |